# Ana Marija Bokor
Ana Marija Bokor (2. kolovoza 1975.) hrvatska je kazališna, televizijska i filmska glumica.

## Filmografija

### Televizijske uloge
- "Kumovi" kao bračna savjetnica (2024.)
- "Bibin svijet" kao Antina žena (2007.)
- "Obični ljudi" kao Karolina Kincl (u mladim danima) (2006.)
- "Odmori se, zaslužio si" kao Džidži (2006.)
- "Zabranjena ljubav" kao Ksenija Rogić/Veronika Balen (2004.; 2006.)

### Filmske uloge
- "Snivaj, zlato moje" kao gospođa na placu (2005.)
- "Dva igrača s klupe" kao prevoditeljica (2005.)

### Sinkronizacija
- "Coco i velika tajna kao Gospođa na šalteru odlazaka (2017.)
- "Majstor Mato" kao Kata (2017. – 2020.)
- "Vještičji načini" kao Desdemona (2017.)
- "Kuća obitelji Glasnić" kao Ruža (2016.)
- "Promjena igre" kao konobarica, policajka Rogers (2016.)
- "Vaiana: Potraga za mitskim otokom" kao Seljan #2 (2016.)
- "Rufus" kao gđica. Dunlop (2016.)
- "100 stvari koje moraš učiniti prije srednje škole" kao Nataša Vilavovodović (2016.)
- "ALVINNN!!! I nemirne vjeverice" kao gospođica Smith (2016.)
- "Bella i buldozi" kao gospođa Garcia (2015.)
- "Doktorica Pliško" kao Dokina mama i Dino (2015.)
- "Henry Opasan" kao Mary Gaperman [S01E04-S04E09] (2015. – 2018.)
- "Ludo krstarenje" kao Sophia Jensen (2015.)
- "Svemoguća Kim" kao Tricia Lipowski (2015.)
- "Prdoprah Doktora Proktora" (2014.)
- "A Fairly Odd Summer" kao gđa. Turner (2014.)
- "Thundermani" kao Kickbutt
- "Ukleta kuća Hathawayovih" kao gđa. Appleby (2014.)
- "Sofija Prva" kao Kraljica Miranda (2013. – 2015.)
- "Jinxed" kao gđa. Murphy (2013.)
- "Super špijunke" kao Stella (2013.)
- "Swindle" kao Benova mama (2013.)
- "Big Time Rush" kao Lindsay (2013.)
- "Kung fu Panda: Legende o fenomentastičnom" kao Mugan/Mei Lung (2013.)
- "A Fairly Odd Christmas" kao gđa. Turner (2012.)
- "iCarly" kao policajka Brecker (2012.)
- "Victorious" kao Kara (2012.)
- "Sammy na putu oko svijeta" kao Rita (2010.)
- "Winx" kao Bloom (sezona 3), Eldora, Omnia (2010., 2012. – 2015.)
- "Graditelj Bob" kao Wendy (2008.)
- "Roary" kao Roary, Mamma Mia (2008.)

## Vanjske poveznice
- Ana Marija Bokor u internetskoj bazi filmova IMDb-u (engl.)
- Stranica na Kamo.hr[neaktivna poveznica]